# Крапивенка (приток Чёрной)
Крапивенка — река в России, протекает по Солецкому и Шимскому районам Новгородской области. Устье реки находится в 0,6 км по правому берегу реки Чёрная. Длина реки составляет 20 км, площадь водосборного бассейна 75 км².
В Солецком районе недалеко от истока на берегу реки стоит деревня Грядско Дубровского сельского поселения.

## Данные водного реестра
По данным государственного водного реестра России относится к Балтийскому бассейновому округу, водохозяйственный участок реки — Шелонь, речной подбассейн реки — Волхов . Относится к речному бассейну реки Нева (включая бассейны рек Онежского и Ладожского озера).
Код объекта в государственном водном реестре — 01040200412102000024939.

## Карты
- Лист карты O-36-61 Сольцы. Масштаб: 1 : 100 000. Состояние местности на 1977 год. Издание 1979 г.